# Escorça cerebral

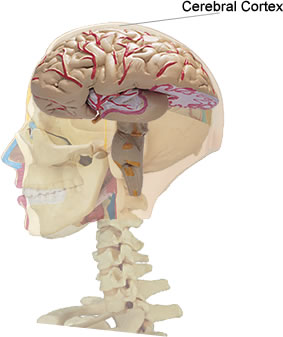
Localització de l'escorça cerebral.

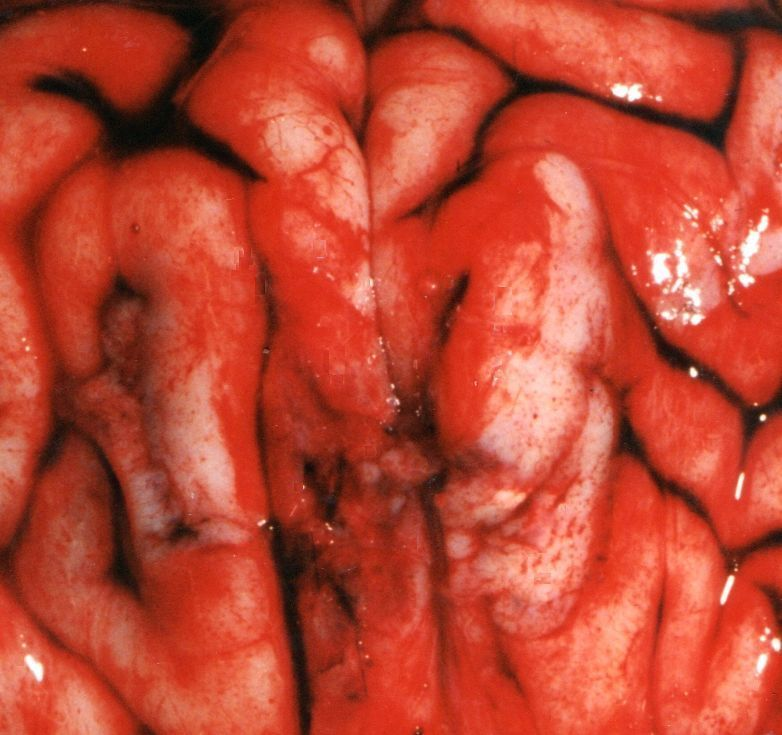
Focus contusiu al còrtex frontal cerebral.

L'escorça cerebral o còrtex cerebral és el mantell de teixit nerviós que recobreix la superfície dels hemisferis cerebrals. Assoleix el seu màxim desenvolupament en els primats. Exerceix un paper clau en la memòria, l'atenció, la percepció de la consciència, el pensament o el llenguatge. Està constituïda per un màxim de sis capes horitzontals, cadascuna amb una composició diferent en termes de neurones i connectivitat. L'escorça cerebral humana és de 2-4 mm de gruix.
En el cervell té un color gris, d'aquí el nom "substància grisa". En contrast amb la substància grisa constituïda de neurones i les seves fibres sense mielina, la substància blanca, que té per sota, està formada predominantment per axons amb mielina.
La superfície de l'escorça cerebral es dobla en els mamífers superiors formant solcs, així, més de dos terços de l'escorça en el cervell humà està enterrada en aquests solcs.

## Variabilitat cortical
La variabilitat cortical descriu la variabilitat anatòmica de l'escorça cerebral. L'escorça presenta variacions en la mida, forma, nombre de plegaments, i forma de solcs i circumvolucions. S'expressa en termes de la variació estadística del volum de la matèria grisa, el gruix i superfície cortical, la girificació, la connectivitat cortical o altres mesures morfomètriques cerebrals.
L'anàlisi de la variabilitat cortical permet diagnosticar possibles problemes lissencefàlics, i fer el seguiment de determinades malalties cerebrals, entre elles l'Alzheimer. Això és degut al fet que tot i que en condicions normals és esperable una reducció del gruix d'aproximadament 10 micròmetres cada any, en el cas de l'Alzheimer aquest deteriorament s'accelera, fins i tot en etapes primerenques de la malaltia.
La síndrome de Williams presenta típicament regions de l'escorça entre un 5–10% més gruixudes del normal, mentre que en pacients amb lissencefàlia s'hi poden observar regions inusualment primes, especialment a la zona occipital.